# Чхориа
Чхориа (груз. ჩხორია) — село в Грузии, на территории Зугдидского муниципалитета края (мхаре) Самегрело-Верхняя Сванетия.

## География
Село находится в западной части Грузии, к востоку от реки Ингури, на расстоянии приблизительно 9 километров (по прямой) к северо-востоку от города Зугдиди, административного центра муниципалитета. Абсолютная высота — 235 метров над уровнем моря.

## Население
По результатам официальной переписи населения 2014 года в Чхориа проживало 968 человек (489 мужчин и 479 женщин). В национальной структуре населения грузины составляли 99,7 %.
| Год  | Население, человек |
| ---- | ------------------ |
| 2002 | 1330               |
| 2014 | ↘ 968              |